# Wojszyn (Opole)
Pour les articles homonymes, voir Wojszyn.
Wojszyn est une localité polonaise du gmina de Murów dans la voïvodie et le powiat d'Opole.